# Kanton Saint-Louis-2
Der Kanton Saint-Louis-2 ist seit 1949 ein französischer Wahlkreis im Arrondissement Saint-Pierre des Übersee-Départements Réunion.

## Gemeinden
| Gemeinde             | Einwohner 1. Januar 2022 | Fläche km² | Dichte Einw./km² | Code INSEE | Postleitzahl |
| -------------------- | ------------------------ | ---------- | ---------------- | ---------- | ------------ |
| Cilaos               | 5.215                    | 84,40      | 62               | 97424      | 97413        |
| Entre-Deux           | 7.115                    | 66,83      | 106              | 97403      | 97414        |
| Saint-Louis          | 24.934                   | 41,13      | 606              | 97414      | 97436        |
| Kanton Saint-Louis-2 | 37.264                   | 192,36     | 194              | 97416      | –            |

1. ↑   Nur der östliche Teil der Gemeinde, der Rest gehört zum Kanton Saint-Louis-1.